# Ионный радиус
Ио́нный ра́диус — характерный размер шарообразных ионов, применяемый для вычисления межатомных расстояний в ионных соединениях. Понятие "ионный радиус" основано на предположении, что размеры ионов не зависят от состава соединений, в которые они входят. На него влияет количество электронных оболочек и плотность упаковки атомов и ионов в кристаллической решётке.

## Свойства
Ионный радиус зависит от многих факторов, таких как заряд и размер ядра, количество электронов в электронной оболочке, её плотность, обусловленная кулоновским взаимодействием.